# 師奶
師奶是粵語對年紀大女性的稱呼，太太的俗稱。約於1930年代前後出現，是對家庭主婦的稱呼，例如稱呼鄰居的太太亦會叫她們為“X師奶”，部分人認為「師奶」老土勢利、目光短淺，因此“師奶”這稱呼漸漸變成帶有貶義，亦有人認為「師奶」精打細算、腳踏實地，而隨着時代職業女性的轉變，約1990年代由於不少已婚女性積極投身社會，使這個名詞又再度恢復中性。

## 負面意思

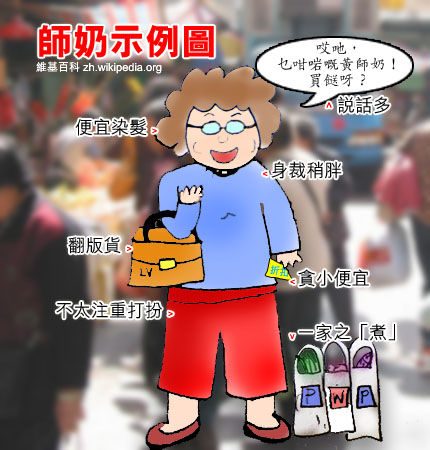
一幅描繪「師奶」樣板的漫畫

對於“師奶”的具體意思很難介定，例如在2006年2月3日出版的《HK Magazine》裡的讀者來信，有一位女士投訴一班“師奶”在一家健身室的桑拿房內的行為，大概可見人們對“師奶”的定義或偏見：
- 不懂禮貌，或忽視對環境的告示。例如：在應該安靜的地方高聲談笑
- 愛說人是非
- 為小量金錢而執著，貪小便宜
- 生活節拍比一般的上班族慢

“師奶”的用詞與中國北方人的“大嬸”或韓國人的近似。

## 「師奶」與「阿太」
在香港，另外有一個意義與「師奶」相近的詞語，叫作「阿太」，亦是用來形容已婚女性。「阿太」這名詞沿自「闊太」，意思指那些富有的太太。而「阿太」與「闊太」的分別，在於「闊太」一般都不用再工作。在2007年6月16日播出的《「峰」生水起精讀班：面相篇》，蘇民峰亦用了「太太相」及「師奶相」來區分兩種不同類型的已婚女性的面相。另外，對於來自中国大陆者又叫做大媽。

## 師奶與傳媒
香港的電視劇集中，以師奶作為主題的如《再見亦是老婆》中由陳秀雯飾演的女主角外號叫“肥師奶”，亦有另一部名為《師奶強人》的電視劇。2006年末，日本動畫《我們這一家》播放，台灣譯名為花媽的主角被電視台譯作花師奶。2007年5月開始，《師奶兵團》亦在無綫電視播放。
2006年，香港導演李公樂繼《福伯》後執導的又一部作品叫做《師奶唔易做》。
獲得師奶們喜愛的男藝人，會被冠以「師奶殺手」的稱號，其中香港藝人歐陽震華、陶大宇、陳豪、吳啟華等，被視為師奶殺手的典型。
另外，2004年由湯·漢斯主演的好萊塢電影The Ladykillers，香港譯名也定作《師奶殺手》。
2007年，劇場組合與非常林奕華製作了《萬千師奶賀台慶》。
2008年3月首播，香港電台電視節目《師奶檔案》。
2020年9月首播，香港無綫電視《師奶特工》。

## 其他地方
由於香港傳播事業發達，「師奶」一字亦已進入臺灣：例如介紹韓星裴勇俊時稱以「師奶殺手」、美國影集Desperate Housewives在台灣譯為「慾望師奶」，成為少數進入臺灣的粵語用詞。但不暸解其意的人仍多，一般社會亦不通用。

## 流傳
香港城市大學中文翻譯及語言學系副教授廖國輝認為，「師奶」原應為「司奶」，「司」是動詞，是負責或管理的意思。
師奶原來的意思是指師傅的妻室，與師母意思相同。